# Demetilsterigmatocistina 6-O-metiltransferasi
La demetilsterigmatocistina 6-O-metiltransferasi è un enzima appartenente alla classe delle transferasi, che catalizza la seguente reazione:
S-adenosil-L-metionina + 6-demetilsterigmatocistina ⇄ S-adenosil-L-omocisteina + sterigmatocistina
Anche la diidrodemetilsterigmatocistina può agire da accettore. L'enzima è coinvolto nella biosintesi delle aflatossine nei funghi.